# ديرب الخضر
قرية ديرب الخضر هي إحدى القرى التابعة لمركز بنى عبيد في محافظة الدقهلية في جمهورية مصر العربية. حسب إحصاءات سنة 2006، بلغ إجمالي السكان في ديرب الخضر 6386 نسمة، منهم 3238 رجل و3148 امرأة.

## التاريخ
تعد قرية ديرب الخضر من القرى القديمة، حيث وردت في كتاب التحفة السنية لابن الجيعان باسم «ديرب القبلية» من أعمال الدقهلية والمرتاحية، كما وردت في التربيع العثماني وفي دليل سنة 1224 هـ باسم «ديرب القبلية» وهي «ديرب الخضر»، وفي دليل سنة 1228 هـ باسمها الحالي.